# Аболтинь Павло Теодорович
Павло Теодорович Аболтинь (Аболтиньш) (латис. Pāvels Āboltiņš; 1916—1981) — столяр Ризького меблевого комбінату № 1 Міністерства целюлозно-паперової та деревообробної промисловості Латвійської РСР, депутат Верховної Ради СРСР, Герой Соціалістичної Праці (1966).

## Біографія
Народився в 1916 році. Латиш. Член КПРС із 1966 року. Освіта неповна середня.
Із 1931 року учень, а потім столяр Ризької промислової школи, з 1939 року столяр заводу ВЕФ. Із 1949 року столяр Ризького меблевого комбінату.
Указом Президії Верховної Ради СРСР від 17 вересня 1966 удостоєний звання Героя Соціалістичної Праці «за видатні успіхи, досягнуті у виконанні завдань семирічного плану з розвитку лісової, целюлозно-паперової та деревообробної промисловості» з врученням ордена Леніна та золотої медалі «Серп і Молот».
Депутат Ради Національностей Верховної Ради СРСР 8-9 скликань (1970—1979) від Ленінградського виборчого округу № 290 Латиської РСР. Член Комісії з промисловості Ради Національностей 9-го скликання.
Помер у 1981 році.

## Праці
Больше продукции с меньшими затратами / П. Т. Аболтинь. — М. : Профиздат, 1974. — 48 с. ; 17 см. — (Библиотечка профсоюзного активиста).